# كريستيان مولر (صانع آلات أرغن)
كريستيان مولر (بالإنجليزية: Christian Müller)‏ هو صانع آلات أرغن ألماني وهولندي، ولد في 1690 في Sankt Andreasberg ‏ في ألمانيا، وتوفي في 1763 في أمستردام في هولندا.